# Балка Кисличанская
Балка Кисличанская — река в Петровском районе Ставропольского края. Является правым притоком реки Калаус. Длина — 10 км, площадь водосборного бассейна — 25,1 км².

## Географические сведения
Исток реки находится на северном склоне горы Куцай. Балка Кисличанская является правым притоком реки Калаус, протекает в черте города Светлограда. Уклон — 0,016 м/км. Питание реки смешанное, родниковое, дождевое, снеговое. Притоки — родники горы Бараничья.

## Мосты
Через реку перекинуто множество мостов, список от истока к устью:
- Правды (каменный)
- Тургенева
- Октябрьская

## Интересные факты
- С 1916 по 1965 по названию балки был назван остановочный пункт сначала Армавир-Туапсинской железной дороги, а потом и СКЖД. Впоследствии был переименован в Крутые пески.

## Хозяйственное использование
На реке построена дамба, образующая Кисличанский Пруд.